# Anathallis articulata
Anathallis articulata är en orkidéart som först beskrevs av John Lindley, och fick sitt nu gällande namn av Carlyle August Luer och Antonio Luiz Vieira Toscano. Anathallis articulata ingår i släktet Anathallis och familjen orkidéer. Inga underarter finns listade i Catalogue of Life.

## Bildgalleri

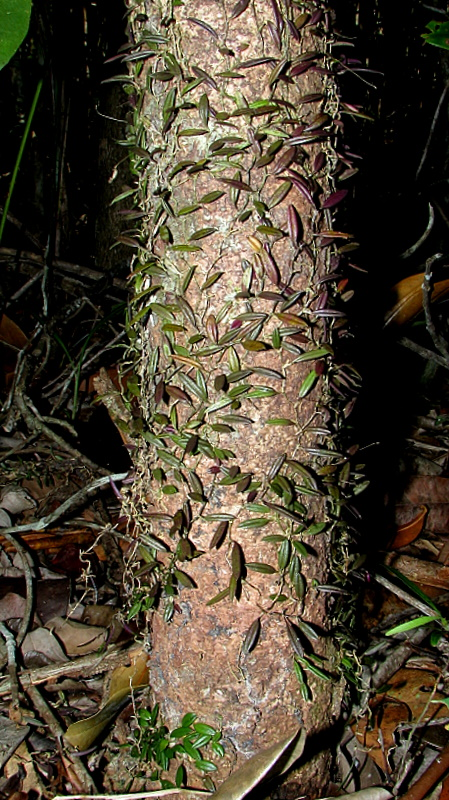
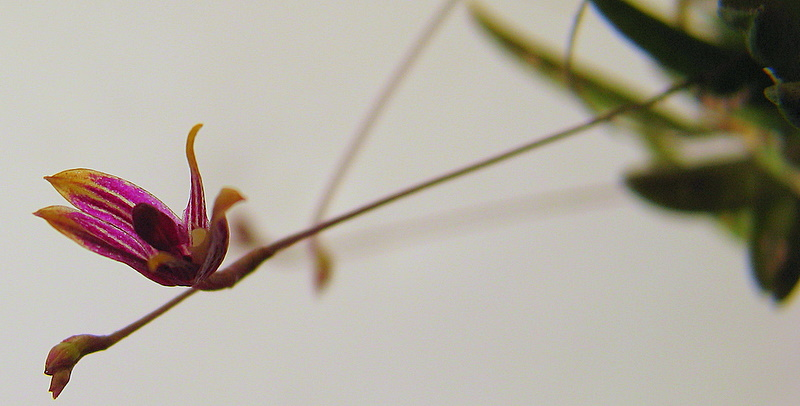
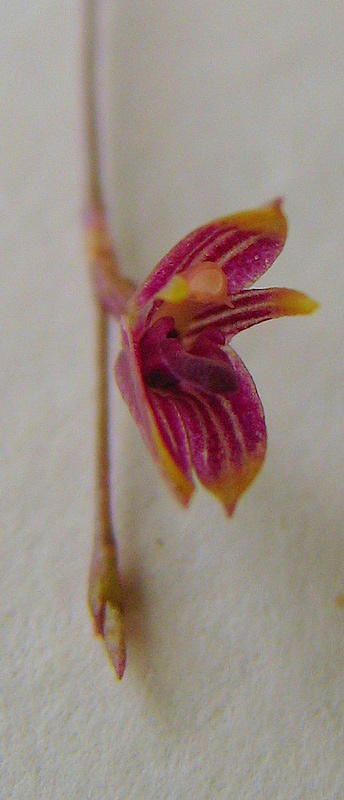